# Xyrogena flocca
Xyrogena flocca är en tvåvingeart som beskrevs av Ian David Whittington 2003. Xyrogena flocca ingår i släktet Xyrogena och familjen bredmunsflugor. Inga underarter finns listade i Catalogue of Life.